# Sociedad Imperial de Naturalistas de Moscú

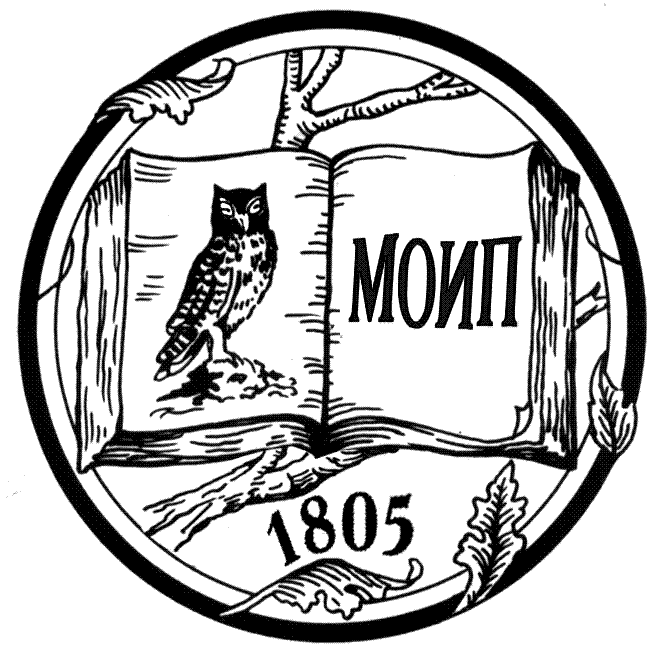
Logo de la Société Impériale des Naturalistes de Moscou

La Sociedad Imperial de Naturalistas de Moscú (del ruso: Московское общество испытателей природы, МОИП); en inglés: Imperial Society of Naturalists of Moscow; en francés: Société Impériale des Naturalistes de Moscou es una de las sociedades científicas más antiguas de Rusia.
Fue fundada bajo los auspicios de dos nobles, Mikhail Myravyov y Alexis Razumovsky, por Johann Fischer von Waldheim en 1805. La princesa Zenaǐde Wolkonsky hizo un regalo de su propia biblioteca a la sociedad.
Las instituciones culturales como el Museo Politécnico, Museo de Zoología de la Universidad de Moscú y el Herbario solían estar afiliados a la sociedad. 
La sociedad ha publicado su propia revista bimensual, Bulletin de la Société Impériale des Naturalistes de Moscou (abreviado Bull. Soc. Imp. Naturalistes Moscou), desde 1826.
La sociedad ha incluido muchos miembros del personal de la Universidad de Moscú. Su actual presidente es el rector de la universidad, Viktor Sadovnichiy.